# فرانک وود
فرانک وود (انگلیسی: Frank Wood؛ زادهٔ ۱۰ فوریهٔ ۱۹۶۰) بازیگر اهل ایالات متحده آمریکا است. وی از سال ۱۹۹۸ میلادی تاکنون مشغول فعالیت بوده‌است.
از فیلم‌ها یا برنامه‌های تلویزیونی که وی در آن نقش داشته‌است، می‌توان به خانواده امروزی، خانواده اشرافی تننبام، همسر خوب، سیزده روز، ابتدایی، بچه جایگزین، متوسط، دزدهای خرده‌پا، مایکل کلیتون، مردمی که من می‌شناسم، گرفتن پلهام ۱۲۳، دن در زندگی واقعی، در آمریکا، انقلاب زمستانی، وینسنت مقدس، یک سال بسیار خشن، بخش‌گویی، نیویورک، پولاک، دیترویت، جزیره سگ‌ها، جوکر، سوپرانوز، دیدبان سوم، خسارت، در حد مرگ کسل‌شده، آناتومی گری، اتاق خبر، دختران، آن شب، موتسارت در جنگل، سلام از تیم باکلی، شخص گمشده و طلا اشاره کرد.